# Cities: Skylines
Cities: Skylines es un videojuego de construcción de ciudades de 2015 desarrollado por Colossal Order y publicado por Paradox Interactive. El juego es una simulación de construcción de ciudades abierta para un solo jugador. Los jugadores participan en la planificación urbana controlando la zonificación, la ubicación de las carreteras, los impuestos, los servicios públicos y el transporte público de un área. Los jugadores trabajan para mantener varios elementos de la ciudad, incluidos su presupuesto, salud, empleo y niveles de contaminación. Los jugadores también pueden mantener una ciudad en un modo de sandbox, lo que proporciona más libertad creativa para el jugador.
Cities: Skylines es una progresión del desarrollo de los títulos anteriores de Cities in Motion de Colossal Order, que se centraron en el diseño de sistemas de transporte eficaces. Si bien los desarrolladores sintieron que tenían la experiencia técnica para expandirse a un juego de simulación de ciudad completo, su editor Paradox postergó la idea, temiendo el dominio del mercado de SimCity. Sin embargo, después del fallo crítico del juego SimCity de 2013, Paradox dio luz verde al título. El objetivo del desarrollador era crear un motor de juego capaz de simular las rutinas diarias de casi un millón de ciudadanos únicos, al tiempo que se lo presentaba al jugador de una manera sencilla, lo que le permitía comprender fácilmente varios problemas en el diseño de su ciudad. Esto incluye la congestión del tráfico realista y los efectos de la congestión en los servicios y distritos de la ciudad. Desde el lanzamiento del juego, se han lanzado varias expansiones y otros DLC para el juego. El juego también tiene soporte incorporado para contenido generado por el usuario.
El juego se lanzó por primera vez para los sistemas operativos Windows, macOS y Linux en marzo de 2015, y los puertos para las consolas de juegos Xbox One y PlayStation 4 se lanzaron en 2017 y para Nintendo Switch en septiembre de 2018 desarrollado por Tantalus Media. El juego recibió críticas favorables de los críticos y fue un éxito comercial, con más de seis millones de copias vendidas en todas las plataformas hasta marzo de 2019.

## Jugabilidad
El jugador comienza con una parcela de tierra, equivalente a un área de 2 por 2 kilómetros (1.2 mi × 1.2 mi), junto con una salida de intercambio de una carretera cercana, así como una cantidad inicial de dinero del juego. El jugador procede a agregar carreteras y zonas residenciales, industriales y comerciales y servicios básicos como energía, agua y alcantarillado, para alentar a los residentes a mudarse y proporcionarles trabajo.
A medida que la ciudad crece más allá de ciertos niveles de población, el jugador desbloquea nuevas mejoras de la ciudad, incluidas escuelas, estaciones de bomberos, estaciones de policía, instalaciones de atención médica y sistemas de gestión de desechos, edictos fiscales y gubernamentales, sistemas de transporte público y otras características para administrar la ciudad. Una de esas características permite al jugador designar partes de su ciudad como distritos. Cada distrito puede ser configurado por el jugador para restringir los tipos de desarrollos permitidos o para hacer cumplir regulaciones específicas dentro de los límites del distrito, como permitir solo los sectores industriales dedicados a la agricultura, ofrecer transporte público gratuito a los residentes del distrito para reducir el tráfico, aumentando o reducir los impuestos para las diversas clases de desarrollo, o, con el DLC Green Cities, imponer un peaje para los vehículos de combustibles fósiles que ingresan a un distrito mientras se excluyen los vehículos híbridos y eléctricos, similar a algunas formas de precios por congestión.
Los edificios de la ciudad tienen varios niveles de desarrollo que se cumplen mejorando el área local, con niveles más altos que brindan más beneficios a la ciudad. Por ejemplo, una tienda comercial aumentará de nivel si los residentes cercanos tienen más educación, lo que a su vez le permitirá contratar más empleados y aumentar los ingresos fiscales de la ciudad. Cuando el jugador ha acumulado suficientes residentes y dinero, puede comprar parcelas de tierra vecinas, cada una equivalente en tamaño al área de tierra inicial, lo que le permite construir ocho parcelas adicionales de 25 dentro de un radio de 10 por 10 kilómetros (6.2 mi × 6.2 mi) de área. La limitación del paquete es permitir que el juego se ejecute en la más amplia gama de computadoras personales, pero los jugadores pueden usar las modificaciones de Steam Workshop para abrir no solo toda el área de construcción estándar de 25 mosaicos del juego, sino todo el mapa (81 mosaicos, 324 cuadrados kilómetros o 125 millas cuadradas).
El juego también presenta un sistema de transporte robusto basado en los Cities in Motion anteriores de Colossal Order, lo que permite al jugador planificar un transporte público efectivo para la ciudad con el fin de reducir la congestión del tráfico y generar ingresos por tránsito. Las carreteras se pueden construir rectas o de forma libre, y la cuadrícula utilizada para la zonificación se adapta a la forma de las carreteras adyacentes; las ciudades no necesitan seguir un plan de cuadrícula. Las carreteras de diferentes anchos (hasta las principales autopistas) se adaptan a diferentes volúmenes de tráfico, y los tipos de carreteras variantes (por ejemplo, avenidas bordeadas de árboles o carreteras con barreras de sonido) ofrecen una menor contaminación acústica o un mayor valor de las propiedades en el área circundante a un mayor costo para el jugador. El sistema de carreteras se puede ampliar con varias formas de transporte público, como autobuses, taxis, tranvías, trenes elevados, transbordadores y sistemas de metro. Otro DLC, "Sunset Harbour", permite la construcción de puertos pesqueros e introduce nuevas políticas para la pesca.
La modificación, mediante la adición de contenido generado por el usuario, como edificios o vehículos, se admite en Cities: Skylines a través de Steam Workshop. La creación de una comunidad activa generadora de contenido se declaró como un objetivo de diseño explícito. El juego incluye varios terrenos prefabricados para construir y también incluye un editor de mapas para permitir a los usuarios crear sus propios mapas, incluido el uso de características geográficas del mundo real. Las modificaciones también están disponibles para afectar los elementos centrales del juego; Los mods preempaquetados incluyen la capacidad de eludir el sistema de desbloqueo de niveles de población antes mencionado, fondos ilimitados y una configuración de mayor dificultad.

## Desarrollo
El desarrollador finlandés Colossal Order, un estudio de trece personas en el momento en que se lanzó Cities: Skylines, había establecido su reputación con la serie Cities in Motion, que se ocupaba principalmente de la construcción de sistemas de transporte en ciudades predefinidas. Querían pasar de esto a una simulación de ciudad más grande como la franquicia SimCity y, en preparación, desarrollaron Cities in Motion 2 utilizando el motor de juego Unity para asegurarse de que tenían la capacidad de desarrollar este esfuerzo mayor. Presentaron sus ideas a su editor, Paradox Interactive, pero estos lanzamientos iniciales se centraron en un ángulo político de administrar una ciudad en lugar de planificarla; el jugador habría sido alcalde de la ciudad y habría establecido edictos y reglamentos para ayudar a que su ciudad creciera. Paradox consideró que estas ideas no presentaban un caso lo suficientemente sólido como para enfrentarse al bien establecido SimCity, y Colossal Order revisó su enfoque.
La situación cambió cuando se lanzó la versión 2013 de SimCity y fue criticada críticamente debido a varios problemas. Habiendo ido y venido con Colossal Order en la idea de simulación de ciudades, Paradox aprovechó la oportunidad del mercado para dar luz verde al desarrollo de Cities: Skylines.
Uno de los objetivos del juego era simular con éxito una ciudad con hasta un millón de habitantes. Para ayudar a lograr este objetivo, los creadores decidieron simular a los ciudadanos navegando por las carreteras y los sistemas de tránsito de la ciudad, para hacer que los efectos del diseño de las carreteras y la congestión del tránsito sean un factor en el diseño de la ciudad. En esto, encontraron que el crecimiento y el éxito de una ciudad estaban fundamentalmente ligados a qué tan bien estaba diseñado el sistema de carreteras. Colossal Order ya había sido consciente de la importancia de los sistemas de carreteras de Cities in Motion, y sintió que la indicación visual del tráfico y la congestión del tráfico era una señal fácil de comprender de problemas mayores en el diseño de una ciudad.
Para representar el tráfico, Colossal Order desarrolló un sistema complejo que determinaría la ruta más rápida disponible para una persona simulada que va y viene del trabajo u otros puntos de interés, teniendo en cuenta las carreteras disponibles y los sistemas de transporte público cercanos. Esta persona simulada no se desviaría de su ruta predeterminada a menos que la ruta se cambiara en medio del tránsito, en cuyo caso sería teletransportada de regreso a su origen en lugar de calcular una nueva ruta desde su ubicación actual. Si el viaje requería que la persona condujera, un sistema de siete reglas regulaba su comportamiento en el tráfico y cómo se mostraba al usuario, como saltarse algunas reglas en ubicaciones de la simulación que tenían poco impacto mientras el jugador no las miraba. ubicaciones. Esto se hizo para evitar problemas de tráfico en cascada si el jugador ajustaba el sistema de carreteras en tiempo real. El sistema de transporte diseñado por el usuario de la ciudad crea un gráfico basado en nodos que se utiliza para determinar estos caminos más rápidos e identifica las intersecciones para estos nodos. Luego, el sistema simula el movimiento de las personas en las carreteras y los sistemas de tránsito, teniendo en cuenta el resto del tráfico en la carretera y la física básica (como la velocidad en pendientes y la necesidad de que los vehículos reduzcan la velocidad en curvas cerradas), para modelar con precisión el tráfico. atascos creados por el diseño y la geografía del sistema. Los desarrolladores encontraron que su modelo demuestra con precisión la eficiencia, o la falta de ella, de algunas intersecciones de carreteras modernas, como el intercambio urbano de un solo punto o el intercambio de diamantes divergentes.

## Recepción
Tras su lanzamiento, Cities: Skylines recibió una recepción "generalmente positiva" de los críticos, según el agregador de reseñas Metacritic. IGN otorgó al juego una puntuación de 8.5 y dijo: "No esperes escenarios emocionantes o eventos aleatorios, pero espera quedarte impresionado por la escala y muchas partes móviles de este constructor de ciudades". Destructoid le dio al juego un 9 de cada 10, el crítico afirma: "Cities: Skylines no solo vuelve a los ideales que hicieron tan popular el género de construcción de ciudades, sino que los expande. Disfruté cada minuto que jugué este título, y la planificación, construcción y desarrollo de mi ciudad me brindó imaginación y creatividad como pocos títulos lo han hecho". The Escapist le dio a Cities: Skylines una puntuación perfecta, destacando su bajo precio y afirmó que a pesar de algunos defectos menores, es "el mejor constructor de ciudades en más de una década".
Se hizo una gran comparación crítica entre SimCity y Cities: Skylines, con el primero visto como el punto de referencia del género por muchos, incluido el CEO de Colossal Order. Cuando el juego se anunció por primera vez, los periodistas lo percibieron como un competidor del reinicio de SimCity de 2013, que fue mal recibido, y lo describieron como "un poco ... el antídoto para el esfuerzo más reciente de Maxis con SimCity"  y "para satisfacer donde SimCity no podía". Un artículo de Eurogamer abordó "algo de un desajuste de tamaño" entre el desarrollador Colossal Order (entonces integrado por nueve personas) y Maxis, y sus respectivas ambiciones con Skylines y SimCity. Los críticos generalmente consideraron que Cities: Skylines había reemplazado a SimCity como el juego líder del género, con The Escapist comparando los dos en una variedad de factores y encontrando que Cities: Skylines era el mejor juego en todas las categorías consideradas. Sin embargo, algunos críticos consideraron que la ausencia de desastres y eventos aleatorios era algo de lo que el juego carecía en comparación con SimCity, así como un tutorial útil y sustancial. Los desastres se agregaron al juego en el DLC apropiadamente titulado Natural Disasters, así como edificios especializados para detectarlos y responder a ellos.
El gobierno de la ciudad de Estocolmo, donde se encuentra la sede de Paradox, utilizó Cities: Skylines para planificar un nuevo sistema de transporte. El desarrollador de Bus Simulator 18 planeó las carreteras y autopistas del mapa mundial del juego a través de Cities: Skylines antes de recrearlo dentro de su juego para proporcionar una ciudad aparentemente realista y sus instalaciones para el juego.
En 2020, Rock, Paper, Shotgun calificó a Cities: Skylines como el cuarto mejor juego de gestión para PC.

### Ventas
Cities: Skylines ha sido el título publicado más vendido de Paradox: en 24 horas, se vendieron 250.000 copias; en una semana, 500.000 copias; en un mes, un millón de copias; y en su primer aniversario, el juego había alcanzado los dos millones de copias vendidas. En su segundo aniversario, el juego había alcanzado 3,5 millones de ventas. En marzo de 2018, se reveló que el juego había vendido más de cinco millones de copias solo en la plataforma de PC. En el cuarto aniversario del juego en marzo de 2019, Colossal Order anunció que Cities: Skylines había superado los seis millones de unidades vendidas en todas las plataformas.

## Lanzamiento
Cities: Skylines fue anunciado por el editor Paradox Interactive el 14 de agosto de 2014 en Gamescom. El avance del anuncio enfatizaba que los jugadores podían "construir [la] ciudad de sus sueños", "modificar y compartir en línea" y "jugar sin conexión". Los periodistas interpretaron la tercera característica como un golpe a SimCity, que inicialmente requería una conexión a internet durante el juego. Skylines usa un motor Unity adaptado con soporte oficial para modding. El juego fue lanzado el 10 de marzo de 2015, y Colossal Order se comprometió a continuar apoyando el juego después del lanzamiento.
Tantalus Media ayudó a Paradox a portar el juego a la consola Xbox One y para Windows 10, que se lanzó el 21 de abril de 2017. Esta versión incluye la expansión After Dark incluida con el juego y es compatible con todo el contenido descargable. Tantalus también portó el juego y la expansión After Dark para PlayStation 4, lanzada el 15 de agosto de 2017. Tanto las versiones de Xbox One como de PlayStation 4 recibieron versiones de lanzamiento físico distribuidas por Koch Media. Tantalus también portó el juego para Nintendo Switch, que fue lanzado el 13 de septiembre de 2018 e incluyó las expansiones "After Dark" y "Snowfall".
El juego fue construido desde cero para ser amigable con las modificaciones creadas por los jugadores, interactuando con Steam Workshop. Colossal Order descubrió que con Cities in Motion, los jugadores habían comenzado rápidamente a modificar el juego y expandirlo. Querían fomentar ese comportamiento en Cities: Skylines, ya que reconocieron que la habilidad de modificar era importante para los jugadores y no devaluaría el juego. Un mes después del lanzamiento del juego, se crearon más de 20.000 activos en el Workshop, incluidas modificaciones que permitieron un modo en primera persona y un simulador de vuelo.  En febrero de 2020, estaban disponibles más de 200.000 elementos creados por usuarios. Muchos de estos fanáticos han podido utilizar servicios de financiación colectiva como Patreon para financiar sus esfuerzos de creación. Paradox, reconociendo los mods apoyados por los fanáticos, comenzó a interactuar con algunos de los modders para crear paquetes de contenido oficial para el juego a partir de 2016. El primero de ellos fue un nuevo conjunto de edificios inspirados en el art déco creado por Matt Crux. Crux recibió una parte de las ventas del contenido de Paradox.
Una versión educativa de Cities: Skylines fue desarrollada por Colossal Order en conjunto con el grupo TeacherGaming y lanzada en mayo de 2018. Esta versión incluye tutoriales y escenarios diseñados para su uso en un aula, así como un medio para que los maestros sigan el progreso de un estudiante.

### Paquetes de expansión desarrollados por Colossal Order
Cities: Skylines ofrece varios paquetes de expansión DLC. A continuación se muestra una lista de los principales paquetes de expansión proporcionados por los desarrolladores. Todos los DLC se desarrollan primero para las versiones de Windows/MacOS/Linux, mientras que el lanzamiento para las versiones de consola tiende a seguir algunos meses después.
| Nombre                | Fecha de Lanzamiento     | Descripción |
| --------------------- | ------------------------ | --- |
| After Dark            | 24 de septiembre de 2015 | Anunciado por primera vez en Gamescom 2015, After Dark agrega nuevos edificios únicos, que incluyen un casino y un hotel de lujo, y escenarios para expandir las especializaciones de turismo y ocio. Su lanzamiento coincidió con un parche gratuito que agregaba un ciclo de día y noche al juego. |
| Snowfall              | 18 de febrero de 2016    | Snowfall añade nieve y otros elementos de temática invernal, así como tranvías/coches. Junto a este lanzamiento, una actualización gratuita del juego añadió un editor de temas. Esta característica aportaba nuevas opciones gráficas que permitían a los jugadores crear mundos visualmente diferentes, como un paisaje alienígena. Estos mapas personalizados podían subirse a Steam Workshop. |
| Match Day             | 9 de junio de 2016       | Match Day fue una expansión gratuita que agregó un estadio de fútbol donde se puede personalizar el equipo de fútbol de tu ciudad y, cada cierto tiempo, se pueden ver partidos. |
| Natural Disasters     | 29 de noviembre de 2016  | Natural Disasters, anunciado en Gamescom en 2016, agrega desastres naturales al juego, además de nuevos servicios de respuesta y recuperación ante desastres que el jugador podría agregar a su ciudad. Otras características nuevas incluyeron un editor de escenarios y estaciones de radio en el juego. |
| Pearls From the East  | 22 de marzo de 2017      | Pearls From The East fue una expansión gratuita que agregó 3 edificios nuevos inspirados en la arquitectura china. Los 3 edificios son la Torre Perla Oriental, un zoológico de pandas y un templo chino. |
| Mass Transit          | 18 de mayo de 2017       | Mass Transit, anunciado en febrero de 2017, incluye opciones más diversas para los sistemas de transporte masivo del juego, como transbordadores, teleféricos, dirigibles, monorraíles y centros de cercanías mejorados, entre otros activos adicionales. |
| Concerts              | 17 de agosto de 2017     | Concerts, una miniexpansión, añade la posibilidad de que los jugadores coloquen lugares en los que se celebren conciertos y festivales, y promulguen leyes y reglamentos relacionados con estos. |
| Green Cities          | 19 de octubre de 2017    | Green Cities, anunciado en agosto de 2017, permite al jugador implementar principios relacionados con el desarrollo sostenible en las ciudades, como tejados con paneles solares, coches eléctricos y otras mejoras ecológicas. |
| Parklife              | 24 de mayo de 2018       | Parklife se concentra en la construcción de parques temáticos, parques nacionales, zoológicos y jardines. Con la herramienta de área del parque, el jugador puede crear grandes extensiones de parques personalizables y también puede colocar varios edificios a lo largo y cerca de los caminos, no solo en las carreteras. También se agregan nuevas políticas de distrito, nuevos activos junto con una nueva línea de autobús turístico. |
| Industries            | 23 de octubre de 2018    | Industries, anunciado el 10 de octubre de 2018, mejora las industrias en la ciudad de un jugador. Permite a los jugadores una mayor personalización de los aspectos industriales de su ciudad al permitir que los jugadores administren más partes de la zonificación industrial. También utilizó mucho más los recursos, lo que permitió más niveles de especialización de recursos y edificios industriales únicos exclusivos del DLC. Todos los nuevos edificios son desplegables y están entrelazados entre sí mientras logran funcionar en colaboración. |
| Campus                | 21 de mayo de 2019       | Campus, anunciado el 9 de mayo de 2019, permite a los jugadores dividir en zonas las áreas del campus universitario con la herramienta de distrito. Los jugadores pueden crear tres tipos diferentes de campus: escuela de oficios, facultad de artes liberales o universidad. Otras adiciones incluyen museos, bibliotecas, instalaciones deportivas universitarias (por ejemplo, béisbol, baloncesto, campos de natación) y trabajos académicos. |
| Sunset Harbor         | 26 de marzo de 2020      | Sunset Harbour, anunciado el 19 de marzo de 2020, incluye cosas como una nueva industria pesquera, autobuses interurbanos, trolebuses, centros de transporte, helicópteros, estaciones de metro sobre el suelo y varios edificios nuevos. |
| Airports              | 25 de enero de 2022      | Airports nos permite construir hasta 3 nuevos aeropuertos para las ciudades después de muchos años de tan solo tener los predefinidos. Ahora ya se pueden crear aeropuertos únicos y nos trae una gran cantidad de nuevos edificios y nos incluye un aeropuerto para mercancías y, por último, nos trae algunas carreteras. Este DLC te permite crear una aerolínea gestionada por el jugador, lo que aporta ingresos a la ciudad. |
| Plazas and Promenades | 14 de septiembre de 2022 | Plazas & Promenades introduce el Distrito peatonal, el cual aporta limitaciones de tráfico en este distrito, además de nuevos tipos de plazas. También contiene tres nuevos tipos de calles peatonales con diferentes variedades como por ejemplo árboles en la mitad de la calle y nuevos estilos en el apartado distritos con más edificios públicos (colegios, bomberos, policía y sanidad) |
| Financial Districts   | 13 de diciembre de 2022  | Financial Districts nos permite crear distritos financieros además introduce una nueva función para el jugador, inversiones, que permite invertir al jugador en los diferentes sectores de la ciudad (sectores sociales, industriales y de infraestructura). Se introduce como novedad la posibilidad de mejorar y ampliar edificios específicos según se van cumpliendo requisitos por intervención directa del jugador. Se añade un nuevo servicio a la ciudad, bancos, que recogen dinero de los edificios de la zona a la vez que reducen la delincuencia en la zona de influencia. Además de los bancos, se añade el edificio de "la bolsa" en el que se gestiona las inversiones del jugador y desbloquear el resto del contenido de este DLC tras su construcción. |
| Hotels & Retreats     | 23 de mayo de 2023       | Hotels & Retreats introduce los hoteles como edificios independientes de los distritos de especialización turística, los cuales son gestionados por el propio jugador al crear una empresa hotelera (mismo sistema que en la creación de aerolínea en el DLC Airports). Los hoteles son catalogados por estrellas (desde 1 a 5) e irán desbloqueándose por grupos de estrella en función de objetivos basados en los ingresos por estancias. Además, cada tipo de hotel se debe ubicar en zonas concretas de la ciudad según el tipo que sea. También se añaden 5 mapas, nuevos parques, restaurantes, cafeterías y áreas de juego. |

### Paquetes deCreadores de contenido
Cities: Skylines posee una gran comunidad modder que generan contenido creado por ellos mismos y que engloban la totalidad del juego, donde se pueden encontrar mapas, edificios, calles, sistemas de transporte y mods de control y edición en tiempo real durante el juego.
Editados por Paradox, la empresa selecciona creadores de contenido que destacan y editan un pack exclusivo creado por estos desarrolladores.
Cities: Skylines ofrece los siguientes paquetes de expansión DLC de contenidos de creador:
| Nombre                                      | Fecha de lanzamiento     | Creador                     | Descripción |
| ------------------------------------------- | ------------------------ | --------------------------- | --- |
| Content Creator Pack: Art Deco              | 1 de septiembre de 2016  | Matt Crux                   | Content Creator Pack: Art deco trae edificios de inspiración en arquitectura Art Deco propia de los años 20 del siglo XX. Este pack introduce las siguientes características: - 3 edificios exclusivos. - 6 edificios comerciales. - 6 edificios residenciales. |
| Content Creator Pack: High-Tech Buildings   | 29 de noviembre de 2016  | Mauro Vos                   | Content Creator Pack: High-Tech Buildings introduce edificios de alta tecnología de carácter funcional aportando servicios a la ciudad. Este pack introduce las siguientes características: - 10 edificios únicos. - 5 edificios de servicios. |
| Content Creator Pack: European Suburbia     | 19 de octubre de 2017    | Samantha "Avanya" Woods     | Content Creator Pack: European Suburbia es un pack de contenido basado en los suburbios de ciudades europeas como Inglaterra, Alemania, Suecia, Dinamarca y Holanda. Este pack introduce las siguientes características: - 80 nuevos edificios y accesorios. |
| Content Creator Pack: University City       | 21 de mayo de 2019       | Michael Warren              | Content Creator Pack: University City aporta un estilo de "ciudad universitaria" introduciendo las siguientes características: - 36 edificios residenciales de categoría "baja densidad". - 32 edificios comerciales de categoría "baja densidad". - 15 accesorios de decoración. |
| Content Creator Pack: Modern City Center    | 7 de noviembre de 2019   | Jason Ditmars               | Content Creator Pack: Modern City Center incluye modelos de edificios basados en los Dowtown de las grandes ciudades. Este pack incluye las siguientes características: - 39 modelos únicos de edificios. |
| Content Creator Pack: Modern Japan          | 26 de marzo de 2020      | Ryuichi Kaminogi            | Content Creator Pack: Modern Japan es el primer aporte de edificios japoneses que aparecen en Cities: Skylines, donde introduce las siguientes características: - 20 edificios con inspiración japonesa. - 6 accesorios. |
| Content Creator Pack: Train Stations        | 21 de mayo de 2021       | BadPeanut                   | Content Creator Pack: Train Stations está centrado en las estaciones ferroviarias y sistemas de intercambiadores multitransporte, donde el contenido que aporta mejora especialmente a los DLC de Mass Transit y Sunset Harbor, Introduciendo el siguiente contenido: - 12 estaciones. - 4 estaciones intermodales. |
| Content Creator Pack: Bridges & Piers       | 21 de mayo de 2021       | Andrés Cortiña              | Content Creator Pack: Bridges & Piers introduce nuevos modelos de puentes y muelles, donde se incluyen el siguiente contenido: - 22 elementos únicos. |
| Content Creator Pack: Map Pack              | 25 de enero de 2022      | Sanctum Gamer               | Content Creator Pack: Map Pack introduce el siguiente contenido: - 8 nuevos mapas |
| Content Creator Pack: Vehicles of the World | 25 de enero de 2022      | bsquiklehausen              | Content Creator Pack: Vehicles of the World es el primer pack de contenido realizado exclusivamente para aportar nuevos vehículos. Este pack incluye: - 21 vehículos de servicios y transporte basados en vehículos que operan en varias ciudades del mundo. |
| Content Creator Pack: Seaside Resorts       | 14 de septiembre de 2022 | Gezé                        | Content Creator Pack: Seaside Resorts aporta contenido inspirado en la arquitectura costera de los Estados Unidos de comienzo del siglo XX. Este pack introduce el siguiente contenido: - 25 edificios de época. - 3 edificios de servicios de época. - 1 estación de tren de época. |
| Content Creator Pack: Mid-Century Modern    | 14 de septiembre de 2022 | REV0                        | Content Creator Pack: Mid-Century Modern aporta contenido basado en el movimiento modernista de los años 60 del siglo XX. El pack introduce las siguientes características: - Estilo de barrio con 147 edificios residenciales. - 3 hoteles. - 2 restaurantes. - Más de 30 adornos para decoración del distrito. - Cobertizos para coches. |
| Content Creator Pack: Heart of Korea        | 15 de noviembre de 2022  | Elvis                       | Content Creator Pack: Heart of Korea aporta un paisaje urbano inspirado en las grandes ciudades de Corea del Sur. Este Pack introduce el siguiente contenido: - 8 edificios exclusivos. - 6 edificios de servicios. - 29 edificios residenciales de categoría "baja densidad". - 17 edificios comerciales de categoría "baja densidad". |
| Content Creator Pack: Skyscrapers           | 15 de noviembre de 2022  | Feindbold                   | Content Creator Pack: Skyscrapers aporta rascacielos de todo el mundo así como rascacielos de creación propia. Este pack introduce: - 10 rascacielos reales de Europa. - 4 rascacielos inspirados en estructuras de Norteamérica. - 4 rascacielos inspirados en estructuras de Asia. - 2 rascacielos inspirados en estructuras de Australia. - 2 rascacielos inspirados en estructuras de África. - 2 rascacielos inspirados en estructuras de Sudamérica.                                                                                                  |
| Content Creator Pack: Map Pack 2            | 13 de diciembre de 2022  | Sidai                       | Content Creator Pack: Map Pack 2 introduce el siguiente contenido: - 10 nuevos mapas de varios biomas diferentes. |
| Content Creator Pack: Sports Venues         | 22 de marzo de 2023      | BadPeanut                   | Content Creator Pack: Sports Venues aporta centros deportivos, introduciendo el siguiente contenido: - 6 estadios grande de uso único. - 6 estadios exclusivos de tamaño medio. - 10 parques deportivos comunitarios. |
| Content Creator Pack: Shopping Malls        | 22 de marzo de 2023      | KingLeno                    | Content Creator Pack: Shopping Malls introduce el concepto de zonas y estructuras comerciales. Este pack incluye: - 4 edificios exclusivos. - 53 edificios para hacer crecer. - Accesorios temáticos adicionales para decoración del distrito. |
| Content Creator Pack: Africa in Miniature   | 22 de marzo de 2023      | Setonji "Prince Set" Hotonu | Content Creator Pack: Africa in Miniature aporta elementos para crear un paisaje urbano inspirado en las ciudades africanas. Este pack introduce: - 11 edificios exclusivos. - 2 monumentos. - 4 edificios de servicios. - 9 edificios para hacer crecer. - 2 accesorios. |
| Content Creator Pack: Industrial Evolution  | 23 de mayo de 2023       | Samantha "Avanya" Woods     | Content Creator Pack: Industrial Evolution es el segundo pack de contenido publicado por la creadora Samantha "Avanya" Woods ( creadora de Content Creator Pack: European Suburbia). Este pack incluye un conjunto de edificios industriales que evolucionan pasando por tres épocas industriales diferentes, donde se incluye: - 34 fábricas históricas de ladrillo y chimeneas altas. - 18 edificios industriales con iluminación moderna. - 18 edificios industriales modernos contemporáneos.                                                           |
| Content Creator Pack: Brooklyn & Queens     | 23 de mayo de 2023       | Prosper                     | Content Creator Pack: Brooklyn & Queens aporta contenido inspirado en los barrios de Queens y Brooklyn. Este pack introduce: - Más de 60 edificios residenciales de categoría "alta densidad". - Diversos accesorios de decoración del distrito. |
| Content Creator Pack: Railroads of Japan    | 23 de mayo de 2023       | Ryuichi Kaminogi            | Content Creator Pack: Railroads of Japan es el segundo pack de contenido publicado por el creador Ryuichi Kaminogi (creador de Content Creator Pack: Modern Japan) y aporta contenido relacionado con el paisaje del transporte en Japón. En este pack se incluye: - 4 estaciones de tren. - 6 estaciones de metro. - 1 depósito de autobuses. - 4 parques. - 2 edificios. - 1 edificio exclusivo. - 13 accesorios de decoración. - 1 red decorativa. - 2 nuevos tipos de convoy ferroviario. - 1 nuevo tipo de convoy de metro. - 1 nuevo tipo de autobús. |

### Paquetes de Estaciones de Radio
Cities: Skylines ofrece varios paquetes de Estaciones de Radio, algunos de ellos relacionados con los paquetes de expansión DLC editados por Paradox Interactive. Estos paquetes se adquieren de forma independiente al resto de paquetes de expansión DLC y funcionan de forma independiente durante el juego, permitiendo al jugador cambiar entre las diferentes "emisoras" en tiempo real en la misma pantalla de juego.
Las estaciones de radio publicadas son:
| Nombre               | Fecha de lanzamiento     | Estilo musical                                                                                                | Contenido | Pack DLC relacionado                                         |
| -------------------- | ------------------------ | --- | --- | ------------------------------------------------------------ |
| Relaxation Station   | 29 de noviembre de 2016  | - Cadena de radio con programación dirigida por un locutor. - Jazz relajante. - Lounge. - Groove. - Caribeña. | Se incluye: - Estación de radio dirigida por un Dj, donde aparecen anuncios de comidas y servicios de la ciudad. - 20 pistas. de música de estilos relajantes. | Cities: Skylines Juego base                                  |
| Rock City Radio      | 18 de mayo de 2017       | - Rock clásico. - Sleaze Rock. - Grunge. - Metal.                                                             | Se incluye: - 16 pistas de música. |                                                              |
| All That Jazz        | 5 de diciembre de 2017   | - Clásico. - Latino. - Funky. - Chill-Out. - Jazz,                                                            | Se incluye: - Estación de radio dirigida por un Dj (Jazz Boatman). - 16 pistas de música.                                                                      |                                                              |
| Country Road Radio   | 24 de mayo de 2018       | - Folk Apalache. - Bluegrass. - Country moderno de Nashville. - Country acústico.                             | Se incluye: - 16 pistas de música. | Cities: Skylines - Parklife                                  |
| Synthetic Dawn Radio | 23 de octubre de 2018    | - Electrónica años 80. - Sintética-electro. - breakbeat. - Sintética futurista.                               | Se incluye: - Estación de radio dirigida por una Dj. - 16 pistas de música.                                                                                    | Cities: Skylines - Industries                                |
| Campus Radio         | 21 de mayo de 2019       | - Rock. - Pop. - Punk.                                                                                        | Se incluye: - Estación de radio dirigida por un Dj. - 16 pistas de música.                                                                                     | Cities: Skylines - Campus                                    |
| Deep Focus           | 21 de mayo de 2019       | - Lo-Fi | Se incluye: - Estación de radio dirigida por un Dj. - 16 pistas de música.                                                                                     |                                                              |
| Downtown Radio       | 7 de noviemebre de 2019  | - Lounge retro.                                                                                               | Se incluye: - Estación de radio dirigida por un Dj. - 16 pistas de música.                                                                                     | Cities: Skylines - Content Creator Pack: Modern City Center  |
| Coast to Coast Radio | 29 de marzo de 2020      | - Relajante.                                                                                                  | Se incluye: - Estación de radio dirigida por un Dj. - 16 pistas de música.                                                                                     | Cities: Skylines - Sunset Harbor                             |
| Sunny Breeze Radio   | 21 de mayo de 2021       | - Chill-Out.                                                                                                  | Se incluye: - 16 pistas de música. | Cities: Skylines - Content Creator Pack: Bridges & Piers     |
| Rail Hawk Radio      | 21 de mayo de 2021       | - Electrónica.                                                                                                | Se incluye: - 16 pistas de música. | Cities: Skylines - Content Creator Pack: Train Stations      |
| On Air Radio         | 25 de enero de 2022      | - Jazz. | Se incluye: - Varias pistas de música. | Cities: Skylines - Airports                                  |
| Calm The Mind Radio  | 25 de enero de 2022      | - Cadena de radio con programación dirigida por un locutor.                                                   | Se incluye: - Estación de radio dirigida por un Dj, donde aparecen anuncios de comidas y servicios de la ciudad. - Varias pistas de música.                    |                                                              |
| Shoreline Radio      | 14 de septiembre de 2022 | - Indie Folk. - New Age.                                                                                      | Se incluye: - Varias pistas de música. | Cities: Skylines - Content Creator Pack: Seaside Resorts     |
| Paradise Radio       | 14 de septiembre de 2022 | - Sintética basada en los años 80 del siglo XX.                                                               | Se incluye: - Varias pistas de música. |                                                              |
| K-Pop Station        | 15 de noviembre de 2022  | - Pop Coreano                                                                                                 | Se incluye: - 16 pistas de música. | Cities: Skylines - Content Creator Pack: Heart of Korea      |
| 80´s Downtown Beat   | 15 de noviembre de 2022  | - Música radio años 80 del siglo XX.                                                                          | Se incluye: - 16 pistas de música. | Cities: Skylines - Content Creator Pack: Skyscrapers         |
| African Vibes        | 13 de diciembre de 2022  | - Tradicional africana.                                                                                       | Se incluye: - 16 pistas de música. |                                                              |
| Pop-Punk Radio       | 22 de marzo de 2023      | - Pop-Punk.                                                                                                   | Se incluye: - 16 pistas de música. |                                                              |
| 80´s Movies Tunes    | 22 de marzo de 2023      | - Bandas sonoras basadas en películas de los años 80.                                                         | Se incluye: - 15 pistas de música. |                                                              |
| JADIA Radio          | 22 de marzo de 2023      | - Música creada por Wan Shey basada en las tradiciones musicales de Camerún.                                  | Se incluye: - 16 pistas de música. | Cities: Skylines - Content Creator Pack: Africa in Miniature |
| 90´s Pop Radio       | 23 de mayo de 2023       | - Pop. | Se incluye: - 16 pistas de música. |                                                              |
| Piano Tunes Radio    | 23 de mayo de 2023       | - Música creada a piano.                                                                                      | Se incluye: - 16 pistas de música. |                                                              |